# Джерардо Бергамский
Джерардо (итал. Gerardo) — итальянский прелат, Ординарий епархии Бергамо.

## Биография

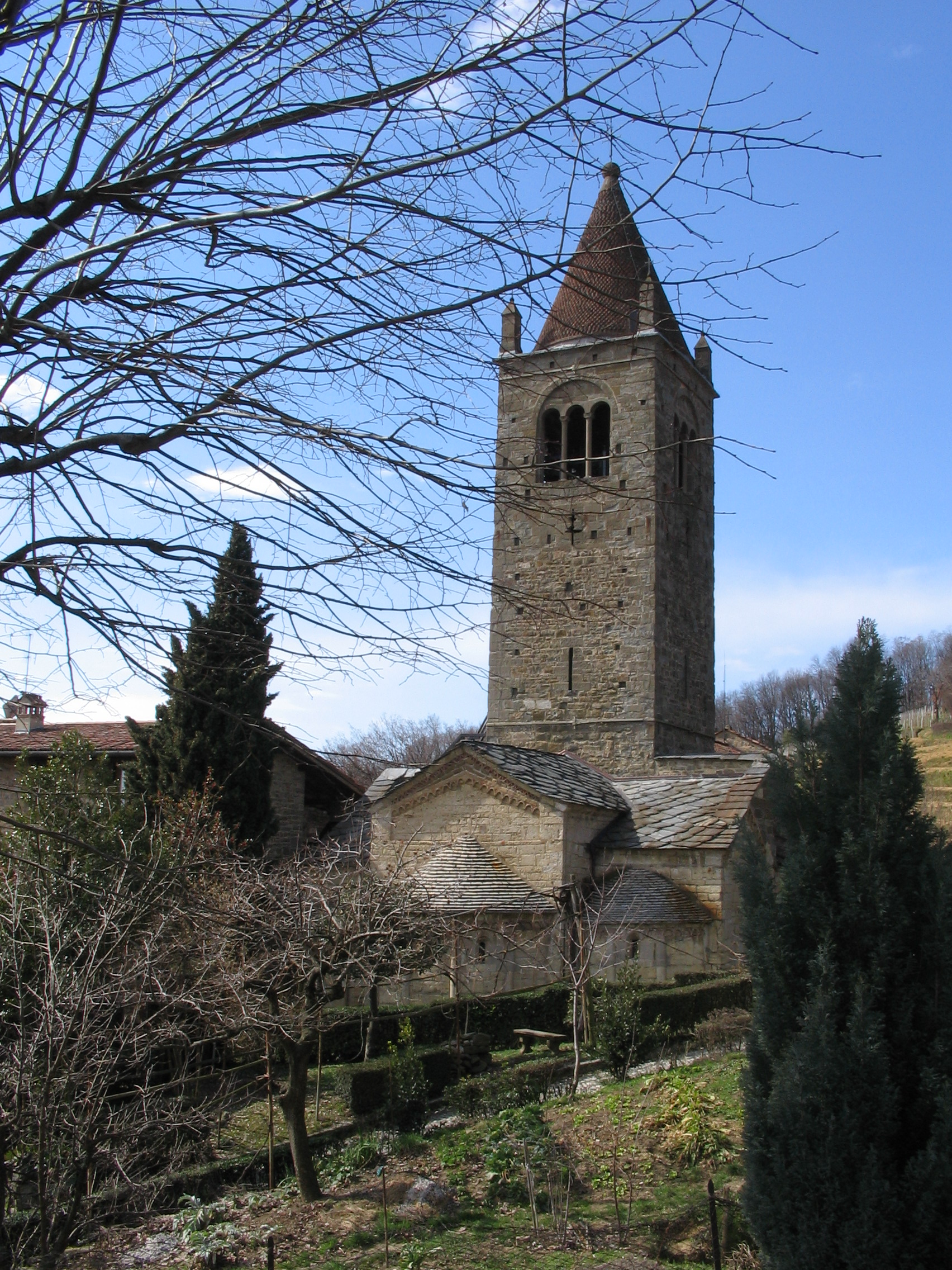
Аббатство в Фонтанелла

Место рождения — Бонате-Сопра, что подтверждается двумя пергаментами, хранящимися в Капитулярном архиве Собора Святого Александра в Бергамо, также в 1136 году упоминается, как пресвитер собора Святого Викентия. После внезапной смерти предшественника, канониками двух городских соборов избирается на кафедру.
В 1154 году Фридрих Барбаросса направился в Рим, в то время как Милан и Брешиа выступали против императора, Бергамо его поддерживал. Так началась неудачная для Бергамо война с Брешией, закончившаяся битвой при Палоско 1156 года. Епископу пришлось просить императора о защите города и населения своей епархии. Таким образом Барбаросса возобновляет привилегии дарованные его предшественникам, предоставляет епископу абсолютную власть на многих территориях, подконтрольных Бергамо с доходом в его пользу. Так впервые среди земель, находящихся под его юрисдикцией, впервые упоминается долина Брембана с недавно сформированной общиной Альменно, на которую были направлены экономические интересы кафедрального капитула Святого Александра.
В 1158 году епископ упоминается среди участников сейма вблизи Пьяченцы, когда принималось решение восстановить город Лоди, разрушенный миланцами. Бергамо поддержало императора Барбароссу в осаде Кремы, которая выступила на стороне Милана.
Был сторонником Фридриха Барбароссы и антипапы Виктора IV, за что был обвинён в поддержке империи, смещён с должности и запрещен в служении. Удалился в городок Кьявенна. В 1176 году был воссоединен с церковью Папой Александром III, вернулся в Бергамо и удалился в монастырь Сант-Эджидио ди Фонтанелла, на строительство и содержание которого жертвовал средства.